# Хидіров Бекзод Султанмурадович
Хидіров Бекзод Султанмурадович (узб. Bekzod Xidirov; 18 грудня 1981, Ташкент, Узбецька Радянська Соціалістична Республіка) — узбецький боксер, призер Азійських ігор, чемпіон Азії серед аматорів.

## Аматорська кар'єра
2002 року Бекзод Хидіров став чемпіоном Азії і срібним призером Азійських ігор в легшій вазі.
На чемпіонаті світу 2003 в категорії до 57 кг здобув одну перемогу, а в 1/8 фіналу програв Віталію Тайберт (Німеччина).
2004 року він завоював бронзову медаль на чемпіонаті Азії і кваліфікувався на Олімпійські ігри 2004. На Олімпіаді він переміг Сохаіла Ахмеда (Пакістан), а в другому бою програв Галібу Жафарову (Казахстан) — 22-40.
На чемпіонаті світу 2005 програв в першому бою Олексію Тищенко (Росія). Після цього перейшов до наступної категорії і 2006 року став бронзовим призером Азійських ігор, здобувши перемоги над Пічай Сайотха (Таїланд) та Беріком Калієвим (Казахстан) і програвши в півфіналі Уранчимегійн Менх-Ердене (Монголія).
2007 року на чемпіонаті Азії завоював срібну медаль.
На чемпіонаті світу 2007 здобув дві перемоги, а в 1/8 фіналу програв Онуру Сіпал (Туреччина) і не кваліфікувався на Олімпійські ігри 2008.